# Campeonato Sudamericano de Clubes Campeones 2006
El Campeonato Sudamericano de Clubes Campeones 2006 fue la cuadragésimo segunda edición de lo que era el torneo más importante de clubes de baloncesto en Sudamérica, después de la Liga Sudamericana de Clubes. Participaron 6 equipos de 5 países sudamericanos: Argentina, Brasil, Chile, Paraguay y Venezuela.
El ganador de esta edición fue el equipo argentino Boca Juniors, tras ganar todos sus encuentros.

## Equipos participantes
| País              | Equipo                               | Vía de clasificación                                                                                        |
| ----------------- | ------------------------------------ | --- |
| Argentina 2 cupos | Boca Juniors Gimnasia y Esgrima (CR) | Campeón del Campeonato Sudamericano de Clubes Campeones 2005 Campeón de la Liga Nacional de Básquet 2005-06 |
| Brasil 1 cupo     | UniCEUB                              | |
| Chile 1 cupo      | Universidad Católica                 | Campeón de la Dimayor 2005                                                                                  |
| Paraguay 1 cupo   | Deportivo San José                   | |
| Venezuela 1 cupo  | Guerreros de Lara                    | |

## Fase de grupos
| Equipo                  | Pts | PJ | PG | PP | PF  | PC  | Dif  |
| ----------------------- | --- | -- | -- | -- | --- | --- | ---- |
| Boca Juniors            | 10  | 5  | 5  | 0  | 436 | 366 | +70  |
| Guerreros de Lara       | 8   | 5  | 3  | 2  | 422 | 384 | +38  |
| UniCEUB                 | 8   | 5  | 3  | 2  | 408 | 347 | +61  |
| Gimnasia y Esgrima (CR) | 7   | 5  | 2  | 3  | 412 | 361 | +51  |
| Deportivo San José      | 6   | 5  | 1  | 4  | 286 | 422 | -136 |
| Universidad Católica    | 6   | 5  | 1  | 4  | 319 | 403 | -84  |

|  | Campeón |

### Fecha 1
| 18 de octubre | Boca Juniors | 78–62 | Deportivo San José | Barquisimeto                               |
|               |              |       |                    |                                            |
|               |              |       |                    | Pabellón: Domo Bolivariano de Barquisimeto |

| 18 de octubre | Gimnasia y Esgrima (CR) | 81–90 | UniCEUB | Barquisimeto                               |
|               |                         |       |         |                                            |
|               |                         |       |         | Pabellón: Domo Bolivariano de Barquisimeto |

| 18 de octubre | Guerreros de Lara | 72–77 | Universidad Católica | Barquisimeto                               |
|               |                   |       |                      |                                            |
|               |                   |       |                      | Pabellón: Domo Bolivariano de Barquisimeto |

### Fecha 2
| 19 de octubre | Universidad Católica | 51–81 | Gimnasia y Esgrima (CR) | Barquisimeto                               |
|               |                      |       |                         |                                            |
|               |                      |       |                         | Pabellón: Domo Bolivariano de Barquisimeto |

| 19 de octubre | Boca Juniors | 76–74 | UniCEUB | Barquisimeto                               |
|               |              |       |         |                                            |
|               |              |       |         | Pabellón: Domo Bolivariano de Barquisimeto |

| 19 de octubre | Guerreros de Lara | 94–54 | Deportivo San José | Barquisimeto                               |
|               |                   |       |                    |                                            |
|               |                   |       |                    | Pabellón: Domo Bolivariano de Barquisimeto |

### Fecha 3
| 20 de octubre | Deportivo San José | 75–71 | Universidad Católica | Barquisimeto                               |
|               |                    |       |                      |                                            |
|               |                    |       |                      | Pabellón: Domo Bolivariano de Barquisimeto |

| 20 de octubre | Boca Juniors | 91–78 | Gimnasia y Esgrima (CR) | Barquisimeto                               |
|               |              |       |                         |                                            |
|               |              |       |                         | Pabellón: Domo Bolivariano de Barquisimeto |

| 20 de octubre | Guerreros de Lara | 90–78 | UniCEUB | Barquisimeto                               |
|               |                   |       |         |                                            |
|               |                   |       |         | Pabellón: Domo Bolivariano de Barquisimeto |

### Fecha 4
| 21 de octubre | Deportivo San José | 47–80 | UniCEUB | Barquisimeto                               |
|               |                    |       |         |                                            |
|               |                    |       |         | Pabellón: Domo Bolivariano de Barquisimeto |

| 21 de octubre | Boca Juniors                        | 94–67       | Universidad Católica    | Barquisimeto                               |  |
|               | Parciales: 31-7, 26-20, 26-23, 11-7 |             |                         |                                            |  |
|               | Estadísticas Cequeira 13            | Reporte Pts | Estadísticas 16 Stephen | Pabellón: Domo Bolivariano de Barquisimeto |  |

| 20 de octubre | Guerreros de Lara | 81–73 | Gimnasia y Esgrima (CR) | Barquisimeto                               |
|               |                   |       |                         |                                            |
|               |                   |       |                         | Pabellón: Domo Bolivariano de Barquisimeto |

### Fecha 5
| 22 de octubre | UniCEUB | 81–53 | Universidad Católica | Barquisimeto                               |
|               |         |       |                      |                                            |
|               |         |       |                      | Pabellón: Domo Bolivariano de Barquisimeto |

| 22 de octubre | Deportivo San José            | 48–67 | Gimnasia y Esgrima (CR)          | Barquisimeto                               |  |
|               |                               |       |                                  |                                            |  |
|               | Estadísticas Mohammed Woni 14 | Pts   | Estadísticas 24 Jervaughn Scales | Pabellón: Domo Bolivariano de Barquisimeto |  |

| 22 de octubre | Guerreros de Lara                | 85–97       | Boca Juniors                  | Barquisimeto                               |  |
|               |                                  |             |                               |                                            |  |
|               | Estadísticas Maurice Spillers 32 | Reporte Pts | Estadísticas 20 Jean Espinoza | Pabellón: Domo Bolivariano de Barquisimeto |  |

## Estadísticas

### Líderes individuales
| Categoría               | Jugador          | Equipo                | Estadística |
| ----------------------- | ---------------- | --------------------- | ----------- |
| Puntos por partido      | Maurice Spillers | Boca Juniors          | 19.0        |
| Rebotes por partido     | Martín Leiva     | Boca Juniors          | 4.8         |
| Asistencias por partido | Pablo Moldú      | Gimnasia y Esgrima CR | 4.2         |
| Tapones por partido     | Martín Leiva     | Boca Juniors          | 1.8         |
| Robos por partido       | Sherril Scooter  | Guerreros de Lara     | 4.2         |